# Caja de Badajoz
Caja de Badajoz és una caixa d'estalvis extremenya amb seu a Badajoz. Forma part del nou grup, anomenat provisionalment Caja3, (Caja Inmaculada, Caja Círculo i Caja de Badajoz), fusió realitzada mitjançant el Sistema Institucional de Protecció (SIP).